# Пленимир
Пленимир е село в Североизточна България. То се намира в община Генерал-Тошево, област Добрич.

## География
Селото отстои на 10 км от общинския център. Разположено е на 254 м надморска височина, като в близост е Добруджански земеделски институт. Землището на селото е около 8 хил.дка Към днешна дата в селото живеят около 90 души, предимно възрастни хора. В последните години, както в повечето добруджански села, много английски и руски граждани закупуват имоти по тези места. Така днес в него освен българи живеят английски, руски и белгийски граждани.

## История
Най-ранни сведения за селото откриваме в писмен документ от 1526/1527 г. В списъка на тимарите на заими и спахии е записано, че от село Сюлейманлу се очаква приход от 1132 акчета. По това време две села в Добруджа носят това име – едното е Пленимир, а другото Спасово, но са се различавали по броя приходи акчета, респективно броя на населението, в което Пленимир е по-малко. През XVIII век селото се среща в официални турски документи на 9 места с различни имена като: Сюлейман махле, Сюлейман, Сюлейманлък, Салман. По това време то спада към хаса (едро феодално владение) на Хамид Хюсеин паша, валия на Очаков, с осем турски домакинства. През 1873 г. село Селман (дн. Пленимир) е включено в кааза Хаджиоглу – Пазарджишка и отстои от околийския център на два часа път, има 2 къщи – християнски. След Освобождението собственик на големия турски чифлик става дядо Иван Саламански, едър земевладелец. „Саламан“, по думи на старите турци, означава свободно пасище. От това идва и аналога с голямата мера (пасище), която село Пленимир има – над 2400 дка, по-известна като местността Чаиря или Чаира. След 1940 г., когато е подписана Крайовската спогодба, в село Саламан тогава се заселват голяма група българи от Северна Добруджа и по-точно от с. Потур (сега Пандуру). Със заповед № 2191 от 27.06.1942 г. е решено: „с. Саламан да се преименува Пленимир“. Селото приема името на Княз Пленимир, живял през X век.
В днешно време селото макар и малко носи духа на добруджанското трудолюбие и начин на живот. Основен поминък на хората е земеделието, като има и няколко едри животновъдни стопанства, което се обуславя от голямата мера на селото. Все повече са и тези, които избират да се занимават с отглеждане на маслодайни култури, каквото е и лавандулата.
Пленимир има ежедневна транспортна връзка с общинския център. Кметски наместник, четвърти мандат, е Ганка Цветкова.

## Население
Преброяване на населението през 2011 г.
Численост и дял на етническите групи според преброяването на населението през 2011 г.:
|                     | Численост | Дял (в %) |
| Общо                | 89        | 100,00    |
| Българи             | 69        | 77,52     |
| Турци               | 6         | 6,74      |
| Цигани              | 7         | 7,86      |
| Други               | 5         | 5,61      |
| Не се самоопределят | 0         | 0,00      |
| Неотговорили        | 2         | 2,24      |